# Masdevallia verecunda
Masdevallia verecunda är en orkidéart som beskrevs av Carlyle August Luer. Masdevallia verecunda ingår i släktet Masdevallia och familjen orkidéer. Inga underarter finns listade i Catalogue of Life.